# Brennus (III wiek p.n.e.)

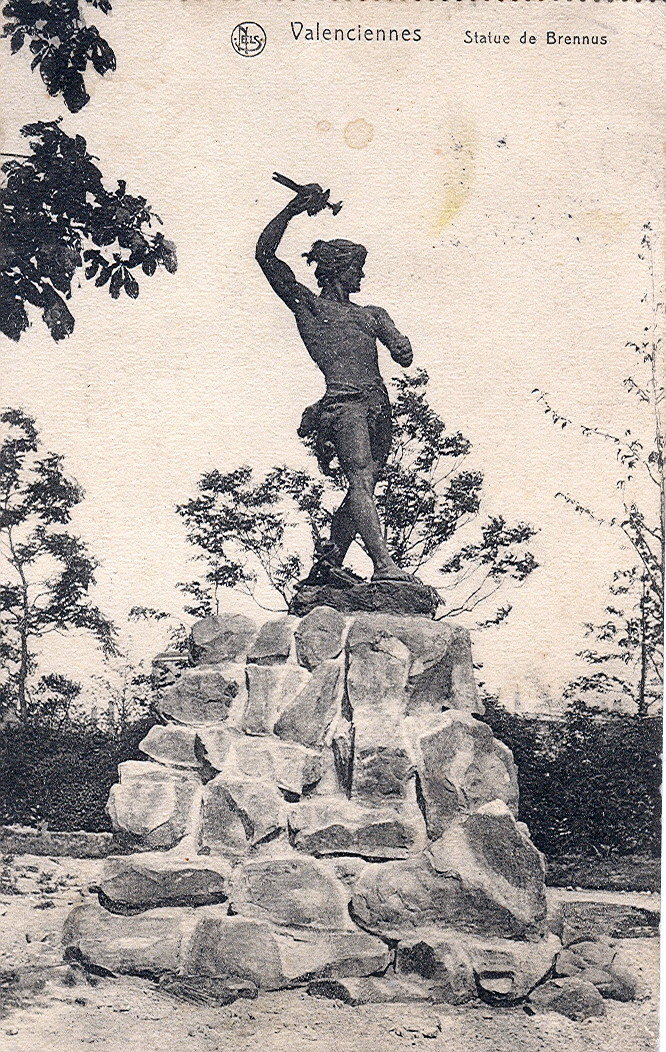
Kartka pocztowa przedstawiająca posąg Brennusa w Valenciennes

Brennus – przywódca potężnej armii celtyckiej, która najechała Macedonię i Grecję w 279 r. p.n.e. Nie był to pierwszy najazd Celtów na te tereny, gdyż rok wcześniej pokonali oni wojska macedońskie, zabili jej władcę Ptolemeusza Keraunosa i złupili północną Macedonię. Najazd po wodzą Brennusa miał na celu nie tylko złupienie kraju, ale także (a może przede wszystkim) poszukiwanie nowych siedzib do trwałego osiedlenia się, o czym świadczą antyczni pisarze, opisując liczne tabory posuwające się za armią celtycką. Armia Brennusa najpierw wtargnęła i złupiła tereny Ilirów, następnie uderzyła na Macedonię, pokonała Sostenesa, ponosząc przy tym znaczne straty, złupiła kraj i ruszyła na Grecję. Po nieudanej obronie Termopil przez siły grecko-etolskie Brennus podzielił swoje siły: część wojsk pod dowództwem Akichoriosa skierował na południe, a sam wyruszył na Delfy w celu złupienia słynnego sanktuarium. Podzielili się również Etolowie, którzy byli jedyną siłą liczącą się w walce z Celtami: większość wojsk ruszyła za Akichoriosem, niewielkie siły pozostawiono do obrony Delf. Pod Delfami ofensywa celtycka załamała się, a Brennus zginął – według Diodora Sycylijskiego nie mogąc dowodzić z powodu ciężkich ran, wydał dyspozycje co do następstwa po sobie i dalszych poczynań swojego ludu, a następnie upiwszy się przebił się mieczem. Inna wersja wydarzeń mówi o spowodowanej ranami śmierci Brennusa w Macedonii, dokąd wycofał się spod Delf.